# Schweindorf
Schweindorf er en kommune i Samtgemeinde Holtriem i Landkreis Wittmund, i den nordvestlige del af den tyske delstat Niedersachsen.

## Geografi
Schweindorf er med en befolkning lige omkring 700 indbyggere og et areal på 5,44 km² den mindste kommune i Landkreis Wittmund.